# Budureasa, Bihor
Budureasa (maghiară Bondoraszó) este satul de reședință al comunei cu același nume din județul Bihor, Crișana, România.

## Denominație și datare documentară
1588 Budwduraz, 1600 Budorazia, 1692 Buduráz, 1828 Budurásza, 1913 Bondoraszó.
Satul Budureasa, este atestat istoric în anul 1582.

## Economie
Localitatea este cunoscută pentru lăzile de zestre fabricate de meșterii locali.
Pe teritoriul așezării se găsește o importantă mină de calcar și de asemena și șase izvoare subterane.

### Zăcământul de calcar
Prospecțiunile pentru descoperirea zăcământului de calcar cu brucit au început în 1977.
Cercetările de la acea vreme vizau descoperirea unui zăcământ de uraniu, însă, în locul minereului radioactiv, geologii au dat peste calcar cu brucit.
Evaluările specialiștilor au indicat că în perimetrul Budureasa - Valea Mare s-ar afla cel mai mare zăcământ din Europa.
Din 1978 până în 1989, volumul de lucrări la Budureasa - Valea Mare a fost imens.
S-au făcut 15 kilometri de galerii, puțuri de cercetare, șanturi, foraje.
Odată cu Revoluția din 1989, lucrările aproape finalizate de la Budureasa s-au oprit.
Din 1989, până în 2003, mina a intrat într-o fază de conservare, existând chiar propunerea de a fi închisă.
Zăcământul conține 20 de milioane de tone de calcar cu brucit, cu o valoare estimată la peste 1 miliard de euro și este concesionat firmei Geoasset, deținută de PSV Company.

## Obiective turistice
- Rezervațiile naturale:
  - Cetatea Rădesei (20,0 ha).
  - Vârful Cârligați (versantul sudic) (10,0 ha)
  - Piatra Grăitoare (coasta de S-E a Brăiesei) (5,0 ha)

## Personalități
- Gheorghe Pituț  (n. 1 aprilie 1940, Săliște de Beiuș - d. 6 iunie 1991, București)- poet
- GOINA FLORIAN –preot-14 martie1883-1957.  A absolvit cursurile teologice  în Arad. În anul 1907 a fost instalat oficial ca preot paroh la Mizieș de către protopopul Vasiliu Papp al Beiușului .
- Maria Goina (n.1933-d.2006)- profesoară- fiică a satului Budureasa.  Activitate culturală prin participare la concursuri zonale la Beiuș, Ștei, Oradea, Muntele Găina, unde a obținut  e premii și diplome. A fost un mesager al comunei prin programele artistice, tradițiile și obiceiurile specifice satului nostru. A redactat monografia satului Budureasa   Ca recunoștință a locuitorilor și a autorităților locale, s-a ridicat o casă muzeu , care-i poartă numele.
- Ioan Oancea[3](n. în 1924 –d. în 2015 - meșter lădar-) .În anul 2013, meșterul lădar din Budureasa primește titlul de  „Tezaur Uman Viu” acordat persoanelor „purtătoare, păstrătoare și transmițătoare de elemente de patrimoniu cultural imaterial”.